# Sybille Schmitz
Sybille Maria Christina Schmitz (2 de diciembre de 1909 – 13 de abril de 1955) fue una actriz alemana.

## Biografía
Schmitz asistió a una escuela de interpretación en Colonia y obtuvo su primer contrato en el Deutsches Theater de Max Reinhardt en Berlín en 1927. Sólo un año después debutó en el cine con Freie Fahrt (1928), que atrajo por primera vez la atención de la crítica. Otras de sus primeras películas fueron Diary of a Lost Girl (1929) de Pabst, Vampyr (1932) de Dreyer, y finalmente F.P.1 (1932), donde interpretó su primer papel protagonista.
Schmitz se consolidó como actriz destacada en el cine alemán con películas como Der Herr der Welt (1934), Abschiedswalzer (1934), Ein idealer Gatte (1935), y Fährmann Maria (1936). También actuó en Die Umwege des schönen Karl (1937), Dance on the Volcano (1938), Die Frau ohne Vergangenheit (1939), Trenck, der Pandur (1940) y Titanic (1943). La carrera de Schmitz se mantuvo firme a pesar de que nunca recibió el respaldo oficial de la Reichsfilmkammer y de que mantuvo una relación muy estrecha con Joseph Goebbels. Sin embargo, su aspecto explícitamente no-ario la relegó sobre todo a la categoría de mujer fatal o extranjera problemática.
Tras la Segunda Guerra Mundial, Schmitz fue rechazada por la comunidad cinematográfica alemana por trabajar continuamente durante el Tercer Reich, y le resultó difícil conseguir papeles. Apareció en papeles secundarios en películas como Zwischen gestern und morgen (1947), Sensation in Savoy (1950), y Illusion in a Minor Key (1952), pero se vio acosada por el alcoholismo, el abuso de drogas, la depresión, varios intentos de suicidio y el ingreso en una clínica psiquiátrica. Su comportamiento autodestructivo y sus numerosos romances con hombres y mujeres distanciaron aún más a Schmitz de la industria cinematográfica y de su marido, el guionista Harald G. Petersson.
Casualmente, en la última película que rodó menos de dos años antes de suicidarse (The House on the Coast, de 1953, considerada hoy una película perdida), el personaje de Schmitz se suicidaba como último acto de desesperación. Una película muy anterior, The Unknown (1936), de Frank Wisbar, termina con el suicidio del personaje de Schmitz, también en un último acto de desesperación.

### Muerte
El 13 de abril de 1955, Schmitz se suicidó con una sobredosis de somníferos; tenía 45 años. En el momento de su muerte, vivía en Múnich con una mujer llamada Ursula Moritz, una médica que supuestamente le vendía morfina a un precio exagerado y la mantenía drogada mientras despilfarraba los pocos fondos de que disponía. La familia de Schmitz afirmó que, cuando la actriz dejó de ser útil para Moritz, la doctora facilitó su suicidio. Un año después de la muerte de Schmitz, se presentaron cargos contra la doctora Moritz por tratamiento médico inadecuado.

## Legado
Los últimos años de Schmitz sirvieron de base para la película de Rainer Werner Fassbinder Die Sehnsucht der Veronika Voss (1982). En 2000, fue objeto de un documental titulado Tanz mit dem Tod: Der Ufa-Star Sybille Schmitz (en inglés: Dance with Death: The Ufa Star Sybille Schmitz), escrito y dirigido por Achim Podak.
Tanto el documental como la película de Fassbinder están disponibles en la edición en DVD de Criterion de Veronika Voss. Un vampiro fantasma que aparece en una de las novelas de Vampire Hunter D se llama Sybille Schmitz, en referencia al papel de Schmitz en Vampyr.

## Filmografía parcial
| - Polizeibericht Überfall (1928, cortometraje) - Prostituta - Tagebuch einer Verlorenen (título en inglés: Diary of a Lost Girl) (1929) - Elisabeth - Vampyr (1932) - Léone - F.P.1 (1932) - Claire Lennartz - Rivals of the Air (1933) - Sportfliegerin Lisa Holm - Music in the Blood (1934) - Carola, seine Nichte - Master of the World (1934) - Vilma, seine Frau - Farewell Waltz (1934) - George Sand - Sergeant Schwenke (1935) - Erna Zuwade, Stütze bei Wenkstern - Punks Arrives from America (1935) - Britta Geistenberg - Stradivari (1935) - Maria Belloni - An Ideal Husband (1935) - Gloria Cheveley - If It Were Not for Music (1935) - Ilonka Badacz - I Was Jack Mortimer (1935) - Winifred Montemayor, Pedro's wife - Fährmann Maria (1936) - Maria - The Emperor's Candlesticks (1936) - Anna Demidow - The Unknown (1936) - Madeleine - The Chief Witness (1937) - Jelena Rakowska - Signal in the Night (1937) - Brigitte von Schachen | - Dance on the Volcano (1938) - Gräfin Heloise Cambouilly - The Roundabouts of Handsome Karl (1938) - Lu Donon - Tochter - The Stars Shine (1938) - Ella misma - Hotel Sacher (1939) - Nadja Woroneff - Woman Without a Past (1939) - Eva - Die fremde Frau (1939) - Trenck, der Pandur (1940) - Prinzessin (princess) Deinhardstein - Clarissa (1941) - Clarissa von Reckwitz - Lightning Around Barbara (1941) - Barbara Stammer - Vom Schicksal verweht (1942) - Dr. Virginia Larsen - Titanic (1943) - Sigrid Olinsky - The Impostor (1944) - Thea Varèn - Life Calls (1944) - Hella Warkentin - Between Yesterday and Tomorrow (1947) - Nelly Dreifuss - The Last Night (1949) - Renée Meurier - The Lie (1950) - Susanne, seine Tochter - Der Fall Rabanser (1950) - Sensation in Savoy (1950) - Vera Gordon - Crown Jewels (1950) - Eva Skeravenen - Illusion in a Minor Key (1952) - Maria Alsbacher - The House on the Coast (1954) - Anna |

## Literatura
- Brigitte Tast, Hans-Jürgen Tast: Dem Licht, dem Schatten so nah. Aus dem Leben der Sybille Schmitz, Kulleraugen – Visuelle Kommunikation Nr. 46, Schellerten 2015, ISBN 978-3888420467